# George Goodchild (cầu thủ bóng đá)
George Goodchild (1875 – 1927) là một cầu thủ bóng đá người Anh thi đấu ở vị trí tiền vệ chạy cánh cho Sunderland.